# Ameren
Ameren Corporation est une compagnie d’électricité américaine créée le 31 décembre 1997 par la fusion de l'Union Electric Company du Missouri et de la société voisine, la Central Illinois Public Service Company de Springfield dans l'Illinois. C'est désormais une holding de plusieurs sociétés du secteur de l'énergie. La société est basée à Saint-Louis dans le Missouri, et assure l'approvisionnement en électricité pour 2,4 millions de clients, ainsi que la fourniture de gaz naturel pour 900 000 consommateurs. 
Ameren est une holding regroupant  : 
- Ameren Missouri
- Ameren Illinois
- Ameren Transmission Company

La filiale Ameren Missouri est propriétaire du barrage Bagnell sur la rivière Osage, qui forme le lac des Ozark. Ameren Missouri est responsable de la gestion des niveaux d'eau du lac, conformément à la réglementation fédérale. 
La société a fait l'objet de controverses du fait de ses impacts environnementaux. 

## Historique
En 1929, le barrage de Bagnell est achevé sur la rivière Osage. Il génère près de 175 mégawatts d’hydroélectricité et est exploité par la société du Missouri Union Electric. Le barrage a nécessité la création du lac des Ozark.   Dans les années 1950, Union Electric possédait des activités gazières à Alton, dans l'Illinois, et avait acquis d'autres services publics. Elle est alors le troisième distributeur de gaz naturel en importance dans le Missouri. 
En 1952, la deuxième grande composante d’Ameren, la Central Illinois Public Service Company, est devenue un important distributeur d’énergie, et s'allie avec l'Union Electric Company. Cet arrangement formait le système Midwest Power Pool. La centrale électrique CIPS de Meredosia, dans l’Illinois, est devenue un contributeur clé du groupement. Le groupement est alors rejoint par l'llinois Power Company. En 1963, Union Electric a achevé la construction de l'une des plus grandes installations de l'époque, l'usine Taum Sauk de 350 mégawatts, située dans le comté de Reynolds, dans le Missouri. En 1984, l'Union Electric a ajouté de l’énergie nucléaire à son mix énergétique, lorsque la centrale nucléaire de Callaway a commencé à fournir 1 143 mégawatts d’énergie provenant du comté de Callaway, dans le Missouri.   
Le 31 décembre 1997, Ameren Corporation entre à la Bourse de New York sous le symbole AEE. En 2000, Ameren crée la holding AmerenEnergy Resources. Elle regroupe deux autres filiales, AmerenEnergy Marketing et AmerenEnergy Generating. À la fin de 2003, Charles Mueller, président du conseil d’administration et directeur d’Ameren, prend sa retraite. Gary Rainwater lui succède aux deux postes au cours des deux années qui suivent. 
En 2004, Ameren est rejoint par l'Illinois Power Company. À la fin des années 1980, la société produit de l’électricité et du gaz naturel, presque entièrement à partir de centrales à charbon. Ses actifs sont alors évalués à environ 360 millions de dollars, et sa dette à long terme à plus de 2 milliards de dollars américains. En décembre 2004, Ameren annonce que Patrick T. Stokes, président et directeur d’Anheuser-Busch Cos., Inc., a été élu au conseil d’administration d’Ameren. 
En 2009, AmerenUE a signé un accord d'achat pour 102 mégawatts (MW) d'énergie éolienne en acquérant le parc éolien Pioneer Prairie d' Horizon Wind Energy, dans l'Iowa. Le parc permet d'alimenter 26 000 foyers. Le 1er octobre 2010, les trois sociétés opérationnelles d'Ameren dans l'Illinois ont fusionné pour devenir la société Ameren Illinois. La fusion a abouti à la création d’une seule société d’exploitation fournissant de l’énergie dans le sud de l’Illinois. AmerenUE change de nom et prend la dénomination d'Ameren Missouri Company.  
En 2016, Ameren a été classée 10ème sur la liste des 10 meilleures entreprises du secteur de l'énergie pour lesquelles travailler en Amérique selon Business Insider. Dans le rapport, 74% des employés ont déclaré que leur travail avait une grande signification pour eux.

## Actionnaires
Liste des principaux actionnaires au 30 octobre 2019.
| The Vanguard Group                                 | 12,0% |
| Capital Research & Management                      | 8,45% |
| SSgA Funds Management                              | 5,36% |
| BlackRock Fund Advisors                            | 2,57% |
| Renaissance Technologies                           | 1,81% |
| Geode Capital Management                           | 1,66% |
| Wells Capital Management                           | 1,60% |
| AQR Capital Management                             | 1,47% |
| Northern Trust Investments (Investment Management) | 1,43% |
| Goldman Sachs Asset Management                     | 1,29% |

## Centrale de Taum Sauk

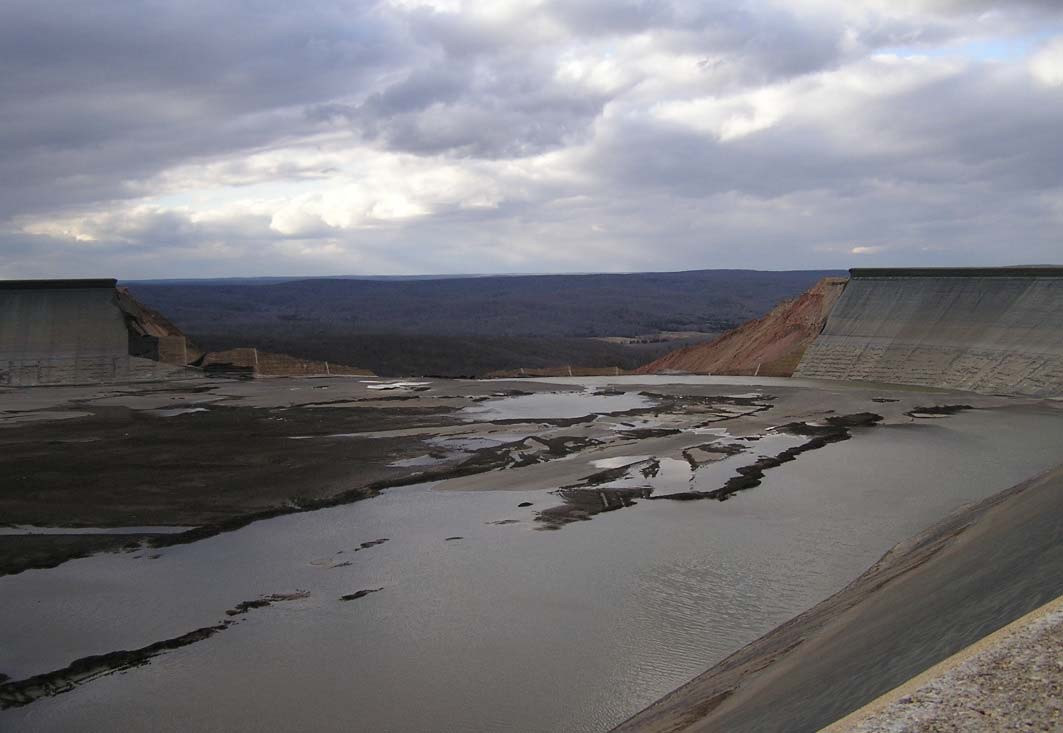
Une grande partie du réservoir supérieur de Taum Sauk est tombée en panne, laissant s'échapper plus d'un milliard de litres d'eau en moins d'une demi-heure.

Ameren Missouri est propriétaire de la centrale de production hydroélectrique de Taum Sauk qui, à la suite d'un enchaînement de défaillances le 14 décembre 2005, a conduit à des dommages environnementaux considérables sur la rivière Noire et sur le parc national de Shut-Ins de Johnson. En conséquence, la Federal Energy Regulatory Commission a condamné Ameren à une amende de 15 millions de dollars. L'État du Missouri a poursuivi Ameren au titre des dommages-intérêts, soutenant qu'Ameren exploitait imprudemment la centrale et faisait de la vente d'électricité à d'autres sociétés en ne se basant que sur des considérations financières et en délaissant les aspects relatifs à la sécurité, à la maintenance et aux études d'ingénierie. La centrale était exploitée à distance, sans personne sur place pendant les opérations de pompage. La reconstruction du réservoir supérieur de la centrale hydroélectrique Taum Sauk a coûté 450 millions de dollars.  La centrale hydroélectrique Taum Sauk (de 450 mégawatts) a recommencé à produire de l'électricité le 21 avril 2010.

## Problèmes environnementaux
En 2011, l'Environmental Protection Agency (EPA) des États-Unis a engagé une action en justice (affaire n ° 4:11 CV 77 RWS) contre Ameren Missouri concernant des émissions excessives d'oxyde de soufre (SO2) provenant de l'usine Rush Island de Festus (Missouri), dans le cadre du procès United States v. Ameren Missouri. Selon l'EPA, Ameren a enfreint la loi sur la qualité de l’air lorsqu’elle a apporté des modifications majeures à l’usine de Rush Island de 2007 à 2010, sans obtenir les permis requis. En janvier 2017, le tribunal de district a jugé qu'Ameren « ... avait violé la loi sur la qualité de l'air sans obtenir les permis nécessaires, sans installer les meilleures technologies de lutte contre la pollution disponibles, et sans se conformer aux exigences applicables ».   
Aux XIXe et XXe siècles, une entreprise de services publics locale exploita une usine de gazéification du charbon située à Columbia, dans le Missouri, qui fut par la suite démolie. La société a été rachetée par Ameren Corporation. Le processus de gazéification a contaminé le sol et certaines eaux souterraines de la région avec des produits chimiques cancérigènes. En juin 2014, Ameren retirait les sols contaminés de la région et cette opération s'est achevée en septembre 2014. À compter de 2019, la ville envisage d'acheter le terrain pour y créer un parc public,.